# Орлёнок (экраноплан)
А-90 «Орлёнок» — советский транспортно-десантный экраноплан (экранолёт), разработанный в конструкторском бюро Р. Е. Алексеева. В ВМФ СССР — Малый Десантный корабль-Экраноплан (МДЭ) проекта 904, шифр «Орлёнок». Принят на вооружение ВМФ СССР в ноябре 1979 года. 
Мог отрываться от поверхности экрана и переходить в самолётный режим полёта, поднимаясь на высоту до 3000 метров.

## Конструкция и назначение

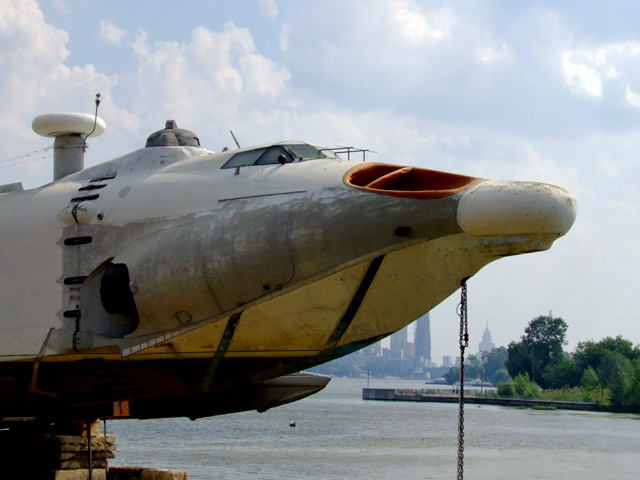
Нос экраноплана А-90 Орлёнок

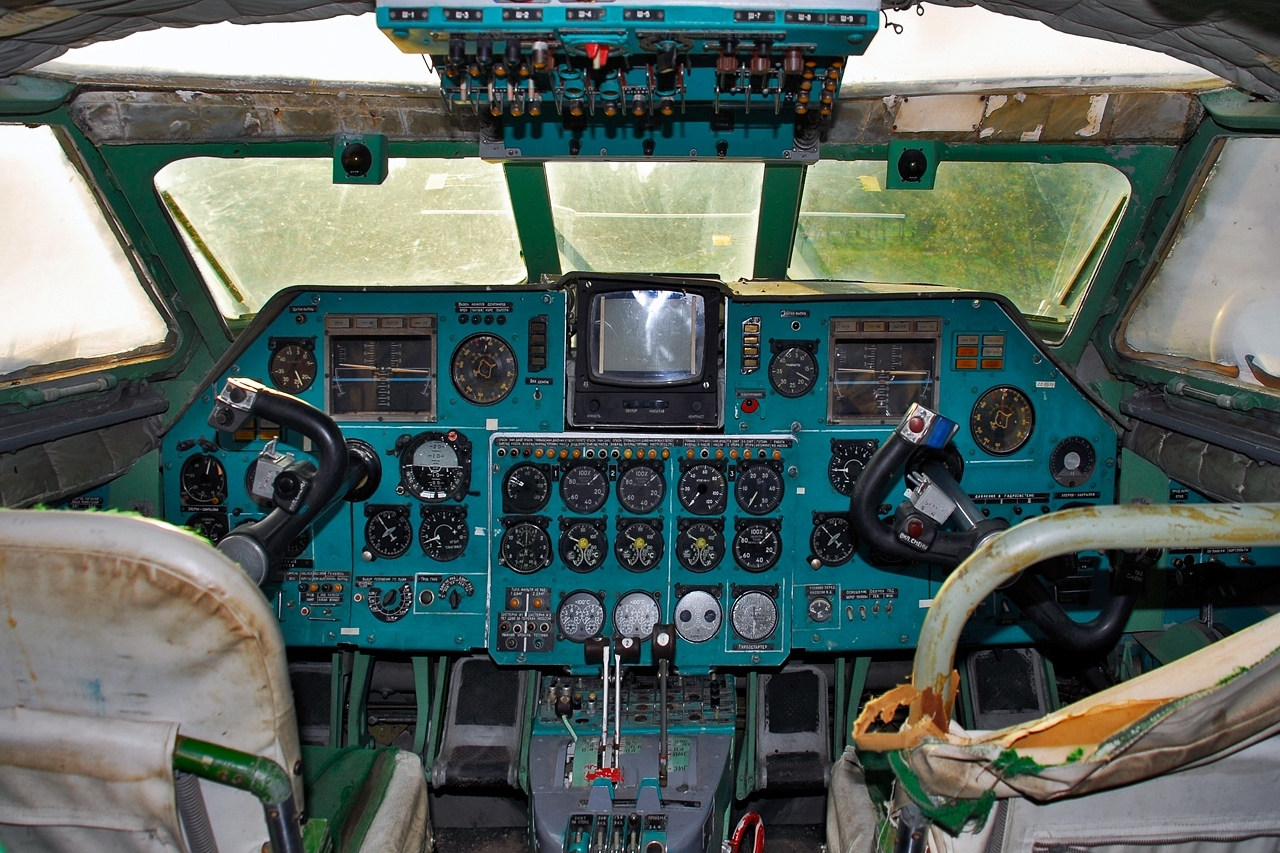
Кабина пилотов

Аэродинамическая компоновка крыла оптимизирована для полёта с использованием экранного эффекта, когда под летящим на высоте нескольких метров самолётом образуется сжатие воздуха, увеличивающее подъёмную силу: большой угол атаки крыла малого удлинения 3.25 со стреловидностью 15°. Мощная механизация крыла используется на взлёте для создания воздушной подушки.
В носовым обтекателе, перед кабиной пилотов, расположены два стартовых турбореактивных двигателя «поддува» тягой по 10 тонн каждый, которые забирают воздух сверху и направляют реактивную струю под крыло для увеличения подъемной силы в режиме взлета. В режиме полета эти двигатели либо отключаются, либо могут использоваться для увеличения тяги, при этом их поворотные сопла поднимают реактивную струю поверх крыла экраноплана. В крейсерском режиме полета используется маршевый турбовинтовой двигатель, установленный на киле хвостового оперения. Все двигатели являются морскими модификациями серийных двигателей самолетов Ту-154, Ил-62 и Ту-95.
Днище корпуса состоит из сложной системы поперечных и продольных реданов и двух гидролыж (лыжно-амортизирующих устройств), которые смягчают удары о воду. Основная гидролыжа находится вблизи центра тяжести, вспомогательная в передней части корпуса. В комплексе с колесным шасси и возможностью реактивного поддува, такая конструкция обеспечивает высокую амфибийность, позволяя двигаться над различной поверхностью.
«Орлёнок» предназначен для переброски морских десантов на дальность до 1500 км, он взлетает при высоте волн до 2 метров и развивает скорость 400—500 км/час. Погрузка и выгрузка людей и техники осуществляется через откидывающуюся вправо, вместе с кабиной пилотов и стартовыми двигателями носовую часть. Аппарат способен принять на борт до 200 морских пехотинцев с полным вооружением или две бронированные машины (танк, БТР, БМП). Способность летать по-самолётному и использовать для посадки любую водную поверхность, позволяет быстро перебрасывать экранопланы из бассейна Каспия в Чёрное море. Благодаря конструктивной схеме, экраноплан может свободно преодолевать минные и сетевые защитные заграждения просто перелетев над ними. Экранолёт вооружён турельно-башенной пулеметной установкой «Утëс-М» (два пулемета НСВТ калибра 12,7 мм). Экипаж десантного экраноплана состоит из 9 человек.

## Разработка и создание
Экранолет «Орленок» стал плодом целенаправленных многолетних исследований и опытных разработок конструкторского бюро под руководством Ростислава Алексеева в области экранопланостроения, которые начались в 1961 году. Еще на стадии создания опытных моделей, работы разделились на три направления. Первым направлением стало создание сверхтяжелого экраноплана, родоначальником которого явился КМ (1963 г. «Корабль-макет» или «Каспийский монстр») и продолжением экраноплан-ракетоносец «Лунь» (1987 г.), затем недостроенный экраноплан «Спасатель». Второе направление определилось как транспортно-десантный экраноплан-экранолёт среднего класса, результатом которого стало создание и серийное производство проекта 904 «Орленок». Третьим направлением разрабатывались пассажирские экранопланы (проект «Чайка»).
Непосредственным прототипом «Орленка» являлась масштабная пилотируемая модель СМ-6, на которой отрабатывались основные конструктивные решения: управляемость, поддув, выход на сушу. Испытания проводились на Горьковском водохранилище на базе испытательного центра ЦКБ по СПК в устье реки Троца. Осенью 1972 года вышел на ходовые испытания первый «Орленок».

## Испытания
В 1972 году лётные испытания «Орлёнка» проходили на Волге, ниже Горького (Нижнего Новгорода), в протоке образованной островом Телячий. Для секретности, местному населению придумали легенду: на воду совершил вынужденную посадку самолет и его пытаются перегнать на аэродром. Зимой проводились заводские доработки, весной 1973 года экраноплан в разобранном виде перевезли на Каспийское море для испытаний в морских условиях.
«Орленок» показал хорошие скоростные качества, амфибийность, низкую скорость отрыва, однако в 1975 году произошла серьезная авария. В одном из полётов у экраноплана неожиданно оторвалась и затонула корма с килем, горизонтальным оперением и маршевым двигателем, сказалось усталостное напряжение металла и недостаточная прочность корпуса в хвостовой части. Пилоты и сам Ростислав Алексеев, находившийся в кабине в этот момент, вовремя среагировали, увеличив обороты носовых взлётно-посадочных реактивных двигателей и 40 километров вели машину до берега в глиссирующем режиме, не дав ей затонуть. Благодаря этому в ходе происшествия пострадавших не было, экраноплан показал свою необыкновенную живучесть, впоследствии хрупкий конструкционный сплав корпуса К482Т1 был заменён на более пластичный и коррозионностойкий АМг-61, однако сам Ростислав Алексеев был снят с должности главного конструктора экранопланов и понижен до начальника отдела, вторым главным конструктором «Орленка» стал В. В. Соколов. Из за аварии также было закрыто направление пассажирского экранопланостроения.
Обновленный «Орленок» был доставлен в Каспийск в августе 1977 года и проходил испытания в течение двух лет. 5 октября 1979 года начались государственные испытания машины, по результатам которых, десантный экраноплан впервые был принят на вооружение Военно-Морского флота СССР.

## Строительство и эксплуатация
Районом базирования экранопланов Орлёнок стало Каспийское море. В мае 1982 года, два из них впервые приняли участие в крупных общевойсковых учениях: выйдя на пологий берег в Туркмении, они в течение минуты высадили две роты морской пехоты и еще через несколько минут были уже вне зоны досягаемости[чего?]. Скорость доставки и быстрота высадки ошеломила[уточнить] военных.
Всего на опытном заводе «Волга» было построено пять экранопланов типа «Орлёнок»:
| Наименование | Заводской | Вступил в строй | Примечание                                                                                           |
| ------------ | --------- | --------------- | --- |
| «Дубль»      | № 20      |                 | для статических испытаний; отправлен на слом                                                         |
|              | № 23      | 1977            | первый лётный прототип из сплава К482Т1; после аварии 24.11.1974 установлен как памятник в Каспийске |
| МДЭ-150      | № 21      | 03.11.1979      | 28.08.1992 при буксировке в штормовых условиях опрокинулся и позднее потоплен кораблями КВФ          |
| МДЭ-165      | № 25      | 27.10.1981      | затем — ДЭС-25, списан в 1999                                                                        |
| МДЭ-160      | № 26      | 30.12.1983      | затем — ДЭС-26, списан в 2006; установлен как памятник в Москве                                      |

Все «Орлята» вошли в состав авиации ВМФ, на их базе была сформирована 11-я отдельная авиагруппа, непосредственного подчинения Главному штабу морской авиации.
Серия экранопланов С-21, С-25 и С-26 была установочная: планами развития ВМФ СССР, предусматривалось строительство 120 «Орлят».
В 1984 году умер министр обороны Д. Ф. Устинов, который поддерживал идею строительства флота десантных экранопланов. Новый министр обороны С. Л. Соколов закрыл программу, пустив высвободившиеся деньги на строительство атомных подводных лодок.
Четыре изготовленных экземпляра «Орлёнка» до 2007 года находились (в разной степени раз-укомплектованности) на базе ВМФ в городе Каспийск. 

В июне 2007 года наиболее уцелевший экземпляр, был отбуксирован по Волге в Москву, где был установлен в музее ВМФ.

## Модификации «Орлёнка»
В начале 1990-х на базе «Орлёнка» активно велись несколько разработок-модификаций:
- Пассажирское судно, известное на Западе как А.90.150.
- Научно-исследовательская модификация «Орлёнка» МАГЭ (морской арктический геологоразведывательный экраноплан), c движителем малого хода — гребного винта в насадке — с приводом от дизеля. В кормовой оконечности делаются раскрывающиеся створки и размещается специальное оборудование: экраноплан может брать пробы донного грунта, вести сейсмоакустическую, магнитометрическую и гравиметрическую разведку.
- Совместно с украинским АНТК «Антонов» разрабатывался проект авиационно-морской спасательной системы: Сверху самолета Ан-225 ставится вариант «Орлёнка», с увеличенной дальностью хода и оборудованный всем необходимым для оказания помощи людям в море (амбулаторией, откидными койками и т. д.). Система может двигаться к точке бедствия со скоростью 700 км/ч, а стартующий с Ан-225 экраноплан может садиться при сильном волнении, губительном для гидросамолетов. Запас хода у экранолёта позволяет ему работать практически в любой точке Мирового океана. Система способна работать и в полярных районах с посадкой на лёд (теоретически).

## Тактико-технические характеристики
- Размах крыла — 31,50 м.
- Длина — 58,10 м.
- Высота — 16,30 м.
- Площадь крыла— 600,00 м2.
- Масса:
  - пустого самолёта — 100 000 кг;
  - максимальная взлётная — 140 000 кг.
- Тип двигателей — 2 х НК-8-4К ; 1 х НК-12МК ; ВСУ 1 х ТА-6А.
- Тяга:
  - стартовые: 2 х 10 500 кгс;
  - тяговые : 1 х 13 465 л. с.
- Максимальная скорость — 400 км/ч.
- Скорость крейсерская — 360 км/ч.
- Практическая дальность — 1500 км.
- Высота полёта на экране — 2-10 м.
- Высота полёта в самолëтном режиме — до 3000 м (эффективная до 2000 м).
- Мореходность — 5 баллов.
- Экипаж — 6 — 9 человек.
- Грузовместимость: до 200 пехотинцев или до 28 000 кг груза или 1-2 БТР.
- Вооружение: купольная турель 2×12,7 мм с пулемётами НСВТ «Утёс».
- НРЛС МР-244 «Экран».
- РЛС «Сплав».